# ایوان خیمنز
ایوان خیمنز (انگلیسی: Iván Jiménez؛ زادهٔ ۱۱ اکتبر ۱۹۹۱) بازیکن فوتبال اهل اسپانیا است.
از باشگاه‌هایی که در آن بازی کرده‌است می‌توان به باشگاه فوتبال خرز اشاره کرد.